# Dompierre (Fribourg)
Pour les articles homonymes, voir Dompierre.
Dompierre (Donpyérou  en patois fribourgeois) est une localité et une ancienne commune suisse du canton de Fribourg, située dans le district de la Broye.

## Géographie

Vue aérienne (1964)

Le village de Dompierre est situé près de l'autoroute A1, à mi-chemin entre Lausanne et Berne. Il est bordé au nord par la Broye et l'Arbogne et au sud par les pentes du Belmont.
Selon l'Office fédéral de la statistique, l'ancienne commune de Dompierre mesurait 4,45 km2. 10,1 % de cette superficie correspond à des surfaces d'habitat ou d'infrastructure, 87,4 % à des surfaces agricoles, 0,9 % à des surfaces boisées et 1,6 % à des surfaces improductives.
Depuis le 1er janvier 2016, les anciennes communes de Domdidier, Dompierre, Léchelles et Russy ont fusionné sous le nom de Belmont-Broye.

## Démographie
Selon l'Office fédéral de la statistique, Dompierre possède 1 022 habitants en 2022. Sa densité de population atteint 230 hab./km².
Le graphique suivant résume l'évolution de la population de Dompierre entre 1850 et 2008 :